# Чилі на зимових Паралімпійських іграх 2014
Шаблон:Чилі на Паралімпійських іграх
Чилі на зимових Паралімпійських іграх 2014 року була представлена 2 спортсменами в одному виді спорту.

## Гірськолижний спорт
Чоловіки
| Спортсмен     | Вид спорту                 | Забіг 1 | Забіг 1 | Забіг 1 | Забіг 2 | Забіг 2 | Забіг 2 | Остаточний/Всього | Остаточний/Всього | Остаточний/Всього |
| Спортсмен     | Вид спорту                 | Час     | Різн.   | Місце   | Час     | Різн.   | Місце   | Час               | Різн.             | Місце             |
| ------------- | -------------------------- | ------- | ------- | ------- | ------- | ------- | ------- | ----------------- | ----------------- | ----------------- |
| Хорхе Мігельз | слалом, стоячи             | 57.98   | +10.29  | 27      | 1:07.42 | +16.14  | 25      | 2:05.40           | +26.43            | 25                |
| Хорхе Мігельз | гігантський слалом, стоячи | 1:26.41 | +11.69  | 23      | 1:22.39 | +11.24  | 21      | 2:48.80           | +22.93            | 20                |
| Сантьяго Вега | слалом, стоячи             | 1:14.04 | +26.35  | 42      | 1:14.59 | +23.31  | 32      | 2:28.63           | +49.66            | 32                |
| Сантьяго Вега | гігантський слалом, стоячи | DNF     | DNF     | DNF     | DNF     | DNF     | DNF     | DNF               | DNF               | DNF               |